# Desa Mojosari (administrativ by i Indonesien, Jawa Timur, lat -7,79, long 114,19)
Desa Mojosari är en administrativ by i Indonesien.   Den ligger i provinsen Jawa Timur, i den västra delen av landet, 800 km öster om huvudstaden Jakarta.